# Prästen i Vejlby
Præsten i Vejlbye (danska: Pelle Erobreren) är en dansk novell av Steen Steensen Blicher. Den handlar om prästen Søren Jensen Quist från Vejlby vid Grenaa på Djursland i Jylland i Danmark.